# Chay Suede
Roobertchay Domingues da Rocha Filho, mais conhecido como Chay Suede (Vila Velha, 30 de junho de 1992), é um ator, empresário, cantor e compositor brasileiro. Ganhou notoriedade ao participar da quinta temporada do reality show Ídolos (2010), no qual ficou em quarto lugar. Entretanto, atingiu a fama após integrar o elenco principal da telenovela Rebelde (2011–12), e posteriormente, o grupo musical Rebeldes, que saiu da trama para a vida real, de 2011 a 2013.
Em 2013, lançou seu primeiro álbum solo autointitulado. Em 2014, assinou com a TV Globo e ganhou destaque protagonizando a primeira fase da novela Império, interpretando José Alfredo. No mesmo ano, fez sua estreia no cinema no filme Lascados como Felipe. Em 2015, viveu o personagem Rafael na novela Babilônia. Em 2016, protagonizou a primeira fase da novela A Lei do Amor, interpretando Pedro. Em 2017, protagonizou a novela Novo Mundo, interpretando Joaquim. Em 2018, viveu Ícaro na novela Segundo Sol. Em 2019, ganha destaque protagonizando o filme Minha Fama de Mau, no papel do cantor Erasmo Carlos. No mesmo ano, vive Danilo na novela Amor de Mãe. Em 2022, esteve em Travessia, como o vilão Ari. Em 2024, foi antagonista de Mania de Você, como Mavi, pelo qual ganhou o Prêmio APCA de melhor ator de televisão.

## Biografia
Roobertchay Domingues da Rocha Filho nasceu em Vila Velha, em 30 de junho de 1992. É filho de Roobertchay da Rocha e Hérica Godoy. Chay recebeu esse nome pois sua mãe, ainda adolescente, escutou e gostou do nome. Seu nome herdado de seu pai, foi criado pelo seu avô, que traduziu seu nome para “Saylufet Ainobert Dimes Paylufet Roobertchay”. Seu sobrenome artístico “Suede” foi adotado do filme Johnny Suede, interpretado pelo ator Brad Pitt.

## Carreira

### 2010–13:Ídolos,Rebeldee primeiro álbum solo

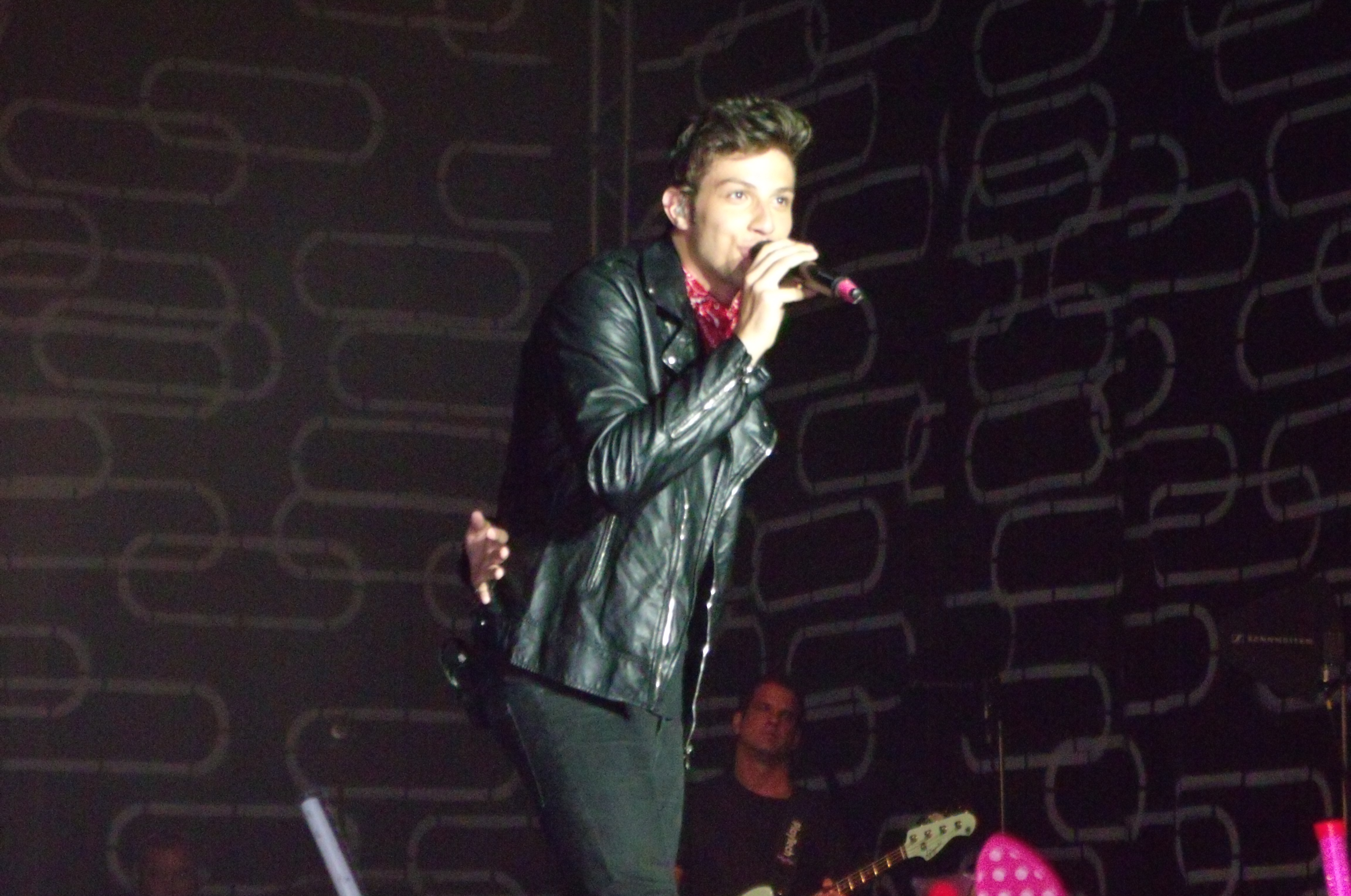
Chay se apresentando durante o show dos Rebeldes em Porto Alegre em 2012.

Tornou-se conhecido ao participar da quinta temporada do reality show brasileiro Ídolos, exibido pela RecordTV em 2010, em que ficou em quarto lugar. Em outubro de 2010, logo após ser eliminado do programa, Chay foi confirmado para integrar o elenco da versão brasileira da telenovela Rebelde, em razão de sua popularidade com o público jovem. Na trama ele foi Tomás, um dos protagonistas junto com Micael Borges, Arthur Aguiar, Mel Fronckowiak, Sophia Abrahão e Lua Blanco que formavam a banda Rebeldes.
O grupo saiu da novela para a vida real e no dia 30 de setembro de 2011 foi lançado o primeiro álbum da banda auto-intitulado, que recebeu certificado de disco de ouro pela ABPD, por vender mais de cinquenta mil cópias. A banda chegou ao fim em 2012, após dois álbuns de estúdio e um ao vivo lançados. Em 2013, se tornou VJ da MTV e apresentou seu programa Hora do Chay. No mesmo ano, foi escalado para participar da série Milagres de Jesus da Record no papel de Gerson. No dia 18 de outubro de 2013, lançou seu primeiro disco solo auto-intitulado, que contou como o único single do álbum a faixa "Papel", música composta por Chay para sua ex-namorada, a cantora e atriz Manu Gavassi.

### 2014–presente: Estreia na TV Globo e cinema e Aymoréco

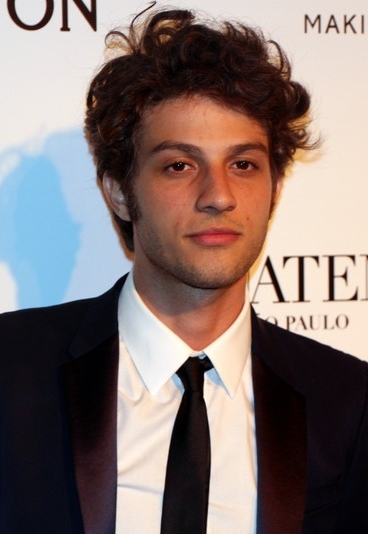
Suede em 2015.

Em 2014, assinou com a TV Globo e protagonizou a primeira fase a novela das nove Império interpretando José Alfredo, papel que na segunda fase foi vivido pelo ator Alexandre Nero. No mesmo ano, fez sua estreia no cinema estrelando ao lado de Paloma Bernardi o filme Lascados interpretando Felipe. Em 2015, foi escalado para outra novela das nove nomeada Babilônia no papel de Rafael, filho de um casal homossexual formado por Fernanda Montenegro e Nathália Timberg. No mesmo ano, interpretou Fê no longa metragem Jonas. Ainda em 2015, Chay e amigos formaram a banda Aymoréco, com lançamento do primeiro EP em dezembro de 2015. Em 2016, protagonizou ao lado de Bruna Linzmeyer o filme A Frente Fria Que a Chuva Traz no papel de Espeto.
Em agosto de 2016, foi lançado o primeiro álbum da banda, que teve como único single a canção "Chuva de Like". No mesmo ano, protagonizou ao lado de Isabelle Drummond a primeira fase da novela A Lei do Amor interpretando Pedro, personagem que na segunda fase é vivido por Reynaldo Gianecchini. Em 2017, repete a parceria com Isabelle e juntos protagonizam a novela Novo Mundo, com o Chay no papel de Joaquim. Em 2018, viveu Ícaro na novela Segundo Sol. No mesmo ano, participou da série infantil Valentins interpretando o cantor Rockmor. Ainda em 2018, interpretou o garçom Ted no filme O Banquete e o adolescente idealista vegano Luca no filme Rasga Coração. Em 2019, ganha destaque protagonizando o filme Minha Fama de Mau no papel do cantor Erasmo Carlos e interpreta Mauro no filme O Domingo. No mesmo ano, integra no elenco da novela das nove Amor de Mãe interpretando Danilo.
Em 2022, Chay foi escalado para a nova novela das 21h da TV Globo, Travessia. Na trama de Glória Perez, interpreta Ari, um arquiteto. Considerado um personagem dúbio, Ari entra em conflito com a sua mãe, encarnada pela atriz Drica Moraes, e vive um quarteto amoroso envolvendo os personagens de Lucy Alves, Rômulo Estrela e Jade Picon. Em 2024, encabeça sua quarta novela seguida no horário nobre ao viver Mavi, um dos antagonistas de Mania de Você.

## Vida pessoal
Em dezembro de 2010, durante as gravações da telenovela Rebelde, iniciou um relacionamento com a atriz Sophia Abrahão, assumindo o namoro apenas em junho de 2011. O relacionamento chegou ao fim no final de agosto de 2011, após nove meses juntos. Em outubro do mesmo ano, começou a se relacionar com cantora e atriz Manu Gavassi, após conhece-la durante o primeiro show da banda Rebeldes, em que ela fez o show de abertura, assumindo o namoro apenas em novembro de 2012. O relacionamento chegou ao fim no final de junho de 2014, após três anos juntos.
Em setembro do mesmo ano, Chay assumiu namoro com a atriz e modelo Laura Neiva. O relacionamento chegou ao fim em abril de 2016, porém o casal reatou o namoro em junho, após um mês separados. Em março de 2017, Chay pediu Laura em casamento durante o programa Amor & Sexo, exibido na TV Globo. O casamento estava marcado para dezembro de 2018, mas se separaram em julho de 2018. Após cerca de dois meses separados, no final de setembro de 2018, Chay e Laura reataram o noivado e se casaram em fevereiro de 2019. No dia 26 de dezembro de 2019, nasceu Maria, a primeira filha do casal. No dia 17 de novembro de 2021, nasceu José, o seu segundo filho.No dia 8 de novembro de 2024, o casal deu boas-vindas a Ana.

## Filmografia

### Televisão
| Ano  | Título               | Personagem                                     | Nota                                 |
| ---- | -------------------- | ---------------------------------------------- | ------------------------------------ |
| 2010 | Ídolos               | Participante (4º lugar)                        | Temporada 5                          |
| 2011 | Rebelde              | Tomás Campos Sales Penedo                      |                                      |
| 2012 | Rebeldes para Sempre | Ele mesmo                                      | Especial de fim de ano               |
| 2013 | Hora do Chay         | Apresentador                                   |                                      |
| 2014 | Milagres de Jesus    | Gerson                                         | Episódio: "A Cura da Mão Ressequida" |
| 2014 | Império              | José Alfredo Medeiros (jovem)                  | Episódios: "21–24 de julho"          |
| 2015 | Babilônia            | Rafael Petruccheli Amaral                      |                                      |
| 2016 | A Lei do Amor        | Pedro Guedes Leitão (jovem)                    | Episódios: "3–7 de outubro"          |
| 2017 | Novo Mundo           | Joaquim Martinho / Tinga                       |                                      |
| 2018 | Segundo Sol          | Ícaro Batista                                  |                                      |
| 2018 | Valentins            | RockMor                                        | Episódio: "Uma Nova Ameaça"          |
| 2019 | Amor de Mãe          | Danilo Lopes Nunes / Domênico dos Santos Silva |                                      |
| 2022 | Travessia            | Ariovaldo Fernandes de Souza (Ari)             |                                      |
| 2024 | Mania de Você        | Mavi Salama Dumas                              |                                      |

### Cinema
| Ano  | Título                         | Personagem                                     | Nota           |
| ---- | ------------------------------ | ---------------------------------------------- | -------------- |
| 2013 | No Capricho: O Filme           | Ele mesmo                                      |                |
| 2014 | Lascados                       | Felipe                                         |                |
| 2015 | Jonas                          | Fê                                             |                |
| 2016 | A Frente Fria que a Chuva Traz | Espeto                                         |                |
| 2018 | O Banquete                     | Ted                                            |                |
| 2018 | Rasga Coração                  | Luca                                           |                |
| 2019 | Minha Fama de Mau              | Erasmo Carlos                                  |                |
| 2019 | Domingo                        | Mauro                                          |                |
| 2019 | O Sofá                         | Pharaó                                         |                |
| 2020 | Amarillas                      | Cantor                                         | Curta-metragem |
| 2022 | A Jaula                        | Djalma                                         |                |
| 2024 | Dona Lurdes - O Filme          | Danilo Lopes Nunes / Domênico dos Santos Silva |                |

### Vídeos musicais
| Ano  | Canção                             | Personagem | Artista                      |
| ---- | ---------------------------------- | ---------- | ---------------------------- |
| 2013 | "Clichê Adolescente"               | Ele mesmo  | Manu Gavassi                 |
| 2020 | "Deve Ser Horrível Dormir Sem Mim" | Ele mesmo  | Manu Gavassi e Gloria Groove |

## Discografia

### Álbuns de estúdio
| Álbum      | Detalhes |
| ---------- | --- |
| Chay Suede | - Lançamento: 18 de outubro de 2013 - Formatos: CD, download digital, streaming - Gravadora: Universal Music |

### Com Aymoréco

#### Álbuns de estúdio
| Álbum    | Detalhes |
| -------- | --- |
| Aymoréco | - Lançamento: 26 de agosto de 2016 - Formatos: CD, download digital, streaming - Gravadora: Universal Music |

#### Extended plays (EPs)
| Álbum    | Detalhes                                                                                                  |
| -------- | --- |
| Aymoréco | - Lançamento: 18 de dezembro de 2015 - Formatos: Download digital, streaming - Gravadora: Universal Music |

### Singles

#### Como artista principal
| Título                                                                                  | Ano  | Melhores posições | Álbum      |
| Título                                                                                  | Ano  | BRA               | Álbum      |
| --------------------------------------------------------------------------------------- | ---- | ----------------- | ---------- |
| "Papel"                                                                                 | 2013 | —                 | Chay Suede |
| "Chuva de Like" (com Aymoréco)                                                          | 2016 | —                 | Aymoréco   |
| "—" denota singles que não entraram nas paradas musicais ou não foram lançados no país. |      |                   |            |

#### Como artista convidado
| Título                                                                                  | Ano  | Melhores posições | Álbum                         |
| Título                                                                                  | Ano  | BRA               | Álbum                         |
| --------------------------------------------------------------------------------------- | ---- | ----------------- | ----------------------------- |
| "Segredo" (Manu Gavassi part. Chay Suede)                                               | 2013 | —                 | Clichê Adolescente            |
| "Pararura" (Rayne part. Chay Suede)                                                     | 2014 | —                 | Não adicionado a nenhum álbum |
| "—" denota singles que não entraram nas paradas musicais ou não foram lançados no país. |      |                   |                               |

### Outras aparições
| Título                             | Ano  | Outro(s) artista(s)    | Álbum                  |
| ---------------------------------- | ---- | ---------------------- | ---------------------- |
| "Fantástico"                       | 2016 | Luiza Possi, Orquestra | Especial Globo 50 Anos |
| "Minha Fama de Mau"                | 2019 | —                      | Minha Fama de Mau      |
| "Festa de Arromba"                 | 2019 | —                      | Minha Fama de Mau      |
| "Eu Sou Terrível"                  | 2019 | —                      | Minha Fama de Mau      |
| "Lobo Mau"                         | 2019 | —                      | Minha Fama de Mau      |
| "Sentado À Beira Do Caminho"       | 2019 | —                      | Minha Fama de Mau      |
| "Vem Quente Que Eu Estou Fervendo" | 2019 | —                      | Minha Fama de Mau      |
| "Gatinha Manhosa"                  | 2019 | —                      | Minha Fama de Mau      |
| "Devolva-me"                       | 2019 | Malu Rodrigues         | Minha Fama de Mau      |

## Prêmios e indicações
| Ano  | Prêmio                        | Categoria                         | Indicação          | Resultado |
| ---- | ----------------------------- | --------------------------------- | ------------------ | --------- |
| 2011 | Meus Prêmios Nick             | Gato do Ano                       | Chay Suede         | Indicado  |
| 2011 | Capricho Awards               | Colírio Nacional                  | Chay Suede         | Venceu    |
| 2011 | Capricho Awards               | Melhor Ator Nacional              | Rebelde            | Indicado  |
| 2011 | Prêmio Extra de Televisão     | Melhor Revelação Masculina        | Rebelde            | Venceu    |
| 2012 | Troféu Imprensa               | Melhor Ator                       | Rebelde            | Indicado  |
| 2012 | Troféu Internet               | Melhor Ator                       | Rebelde            | Venceu    |
| 2012 | Prêmio Arte Qualidade Brasil  | Melhor Ator Revelação Telenovela  | Rebelde            | Venceu    |
| 2012 | Meus Prêmios Nick             | Gato do Ano                       | Chay Suede         | Indicado  |
| 2012 | Prêmio Jovem Brasileiro       | Melhor Cantor Jovem               | Chay Suede         | Venceu    |
| 2012 | Capricho Awards               | Cantor Nacional                   | Chay Suede         | Venceu    |
| 2013 | Meus Prêmios Nick             | Gato do Ano                       | Chay Suede         | Indicado  |
| 2013 | Meus Prêmios Nick             | Apresentador Favorito             | Chay Suede         | Venceu    |
| 2013 | Capricho Awards               | Cantor Nacional                   | Chay Suede         | Indicado  |
| 2013 | Prêmio Jovem Brasileiro       | Melhor Apresentador Jovem da TV   | Hora do Chay       | Venceu    |
| 2013 | Prêmio Jovem Brasileiro       | Melhor Cantor Jovem               | Chay Suede         | Indicado  |
| 2013 | Prêmio Jovem Brasileiro       | Melhor Ator Jovem                 | Chay Suede         | Indicado  |
| 2014 | Meus Prêmios Nick             | Gato do Ano                       | Chay Suede         | Venceu    |
| 2014 | Prêmio Quem                   | Melhor Revelação                  | Império            | Indicado  |
| 2014 | Prêmio Extra de Televisão     | Melhor Ator                       | Império            | Indicado  |
| 2014 | Melhores do Ano               | Melhor Ator Revelação             | Império            | Venceu    |
| 2014 | Prêmio Quem de Televisão      | Melhor Revelação                  | Império            | Indicado  |
| 2015 | Troféu Internet               | Melhor Ator                       | Império            | Indicado  |
| 2015 | Troféu Internet               | Melhor Cantor                     | Chay Suede         | Indicado  |
| 2015 | Capricho Awards               | Ator Nacional                     | Babilônia          | Indicado  |
| 2015 | Capricho Awards               | Troféu Pegação (com Luisa Arraes) | Babilônia          | Indicado  |
| 2015 | Capricho Awards               | Casal Real                        | Chay e Laura Neiva | Indicado  |
| 2017 | Capricho Awards               | Artista Nacional                  | Chay Suede         | Indicado  |
| 2017 | Capricho Awards               | Fashionista Nacional              | Chay Suede         | Indicado  |
| 2017 | Prêmio Jovem Brasileiro       | Melhor Ator Jovem                 | Novo Mundo         | Indicado  |
| 2017 | Prêmio F5                     | Melhor Ator                       | Novo Mundo         | Indicado  |
| 2018 | Prêmio Jovem Brasileiro       | Melhor Ator                       | Segundo Sol        | Indicado  |
| 2018 | Melhores do Ano               | Ator Coadjuvante                  | Segundo Sol        | Venceu    |
| 2018 | Prêmio Contigoǃ Online        | Melhor Ator Coadjuvante           | Segundo Sol        | Indicado  |
| 2018 | Prêmio Extra de Televisão     | Melhor Ator Coadjuvante           | Segundo Sol        | Indicado  |
| 2018 | Troféu UOL TV e Famosos       | Melhor Ator (público)             | Segundo Sol        | Venceu    |
| 2018 | Prêmio Gshow                  | O Crush do Ano                    | Segundo Sol        | Indicado  |
| 2018 | Prêmio Gshow                  | Shipp do Ano (com Letícia Colin)  | Segundo Sol        | Indicado  |
| 2019 | Troféu Internet               | Melhor Ator                       | Segundo Sol        | Indicado  |
| 2019 | Troféu Imprensa               | Melhor Ator                       | Segundo Sol        | Venceu    |
| 2019 | Prêmio Jovem Brasileiro       | Melhor Ator                       | Segundo Sol        | Indicado  |
| 2020 | Prêmio F5                     | Homem Mais Sexy                   | Chay Suede         | Indicado  |
| 2020 | Prêmio TodaTeen               | Gato do Ano                       | Chay Suede         | Venceu    |
| 2020 | Capricho Awards               | Artista Nacional                  | Chay Suede         | Indicado  |
| 2020 | Festival Sesc Melhores Filmes | Melhor Ator Nacional              | Minha Fama de Mau  | Indicado  |
| 2020 | Prêmio Contigo! Online        | Melhor Ator de Novela             | Amor de Mãe        | Venceu    |
| 2020 | Splash Awards                 | Melhor Ator                       | Amor de Mãe        | Venceu    |
| 2020 | Melhores do Ano NaTelinha     | Melhor Ator                       | Amor de Mãe        | Indicado  |
| 2020 | Troféu APCA                   | Melhor Ator                       | Amor de Mãe        | Indicado  |
| 2020 | Prêmio Área VIP               | Melhor Ator                       | Amor de Mãe        | Venceu    |
| 2020 | Prêmio BreakTudo              | Melhor Ator Brasileiro            | Amor de Mãe        | Venceu    |
| 2020 | Melhores do Ano Minha Novela  | Melhor Ator Coadjuvante (público) | Amor de Mãe        | Venceu    |
| 2020 | Melhores do Ano Minha Novela  | Melhor Casal (com Jéssica Ellen)  | Amor de Mãe        | Venceu    |
| 2021 | Prêmio Jovem Brasileiro       | Melhor Ator                       | Amor de Mãe        | Indicado  |
| 2021 | Meus Prêmios Nick             | Artista de TV Masculino           | Amor de Mãe        | Indicado  |
| 2021 | Melhores do Ano - RD1         | Melhor Ator                       | Amor de Mãe        | Indicado  |
| 2021 | Prêmio Notícias da TV         | Ator ou Atriz de Novela           | Amor de Mãe        | Indicado  |
| 2021 | Melhores do Ano               | Melhor Ator de Novela             | Amor de Mãe        | Venceu    |
| 2021 | Prêmio APCA de Televisão      | Melhor Ator                       | Amor de Mãe        | Indicado  |
| 2021 | Prêmio F5                     | Melhor Ator de Novela             | Amor de Mãe        | Indicado  |
| 2021 | Prêmio F5                     | Homem Mais Sexy                   | Chay Suede         | Indicado  |
| 2022 | Troféu Imprensa               | Melhor Ator                       | Amor de Mãe        | Venceu    |
| 2022 | Troféu Internet               | Melhor Ator                       | Amor de Mãe        | Indicado  |
| 2022 | Prêmio iBest                  | Influenciador Espírito Santo      | Chay Suede         | TOP3      |
| 2022 | SEC Awards                    | Melhor Ator Nacional em Filme     | A Jaula            | Indicado  |
| 2022 | Capricho Awards               | Artista Nacional (audiovisual)    | A Jaula            | Indicado  |
| 2023 | Festival Sesc Melhores Filmes | Melhor Ator Nacional              | A Jaula            | Indicado  |
| 2023 | Acervo Awards                 | Ator do Ano                       | Travessia          | Indicado  |
| 2024 | Melhores do Ano Natelinha     | Melhor Ator                       | Mania de Você      | Indicado  |
| 2024 | Melhores do Ano               | Ator de Novela                    | Mania de Você      | Venceu    |
| 2024 | Prêmio F5                     | Melhor Atuação em Novela          | Mania de Você      | Indicado  |
| 2024 | Prêmio Área VIP               | Melhor Ator                       | Mania de Você      | Indicado  |
| 2024 | Troféu Sala de TV             | Melhor Ator                       | Mania de Você      | Indicado  |
| 2024 | Prêmio APCA de Televisão      | Melhor Ator                       | Mania de Você      | Venceu    |
| 2024 | Melhores do Ano - Duh Secco   | Melhor Ator                       | Mania de Você      | Indicado  |
| 2025 | Troféu Imprensa               | Melhor Ator                       | Mania de Você      | Indicado  |
| 2025 | Troféu Internet               | Melhor Ator                       | Mania de Você      | Venceu    |
| 2025 | Prêmio iBest                  | Protagonista Influenciador        | Mania de Você      | Pendente  |